# الحرب الفرنسية المكسيكية
الحرب الفرنسية المكسيكية وتعرف أيضا بالتدخل الفرنسي في المكسيك وهي حرب أهلية في المكسيك كانت بين الجمهورييين المكسيكيين وبين الإمبراطوريين المكسيكيين والذين حظيوا بدعم فرنسا التي قامت بغزو المكسيك وكان هذا الغزو مدعوم أيضا من المملكة المتحدة ومن إسبانيا، حيث بدأت الحرب بعد أن قام رئيس الجمهورية المكسيكي في 17 يوليو 1861 بتعليق الدفعات من الدول الأجنبية وعدم شرائها وهذا ما أغضب الدول الأجنبية مثل فرنسا وإسبانيا وبريطانيا.
الإمبراطور الفرنسي نابليون الثالث كان المحرض لهذه الحرب، فجهز حملة لأجل احتلال المكسيك في 6 ديسمبر 1861 وبرر حملته هذه بأنها لأجل حماية حرية التجارة في العالم، الإمبراطوريين المكسيكيين ساندوا حملة فرنسا حيث أرادوا أن يكونوا أكثر الرابحين في أمريكا اللاتينية، نابليون كان يريد الفضة والتي كانت متوفرة جدا في المكسيك، نابليون بنى تحالف مع إسبانيا وبريطانيا بغياب الولايات المتحدة والتي كانت غارقة في الحرب الأهلية في ذلك الوقت (الحرب الأهلية الأمريكية).
القوى الثلاثة العظمى في أوروبا وقعوا إتفاقية لندن (1861) في 31 إكتوبر والتي بمضمونها ستعني تحالف الدول الثلاثة من أجل إرسال بضائعهم إلى المكسيك، وفي 8 ديسمبر وصل إسطول وقوات إسبانية إلى ساحل مدينة فيراكروز شرق المكسيك أحد أهم موانئ المكسيك بينما قامت القوات البريطانية والفرنسية بالدخول إلى أراضي المكسيك وتمكنوا من احتلالها بسرعة.
أدى الاحتلال الفرنسي إلى إنشاء الإمبراطورية المكسيكية الثانية والتي كانت مدعومة من رجال الدين الكاثوليك ومن بعض العناصر المحافظة ومن بعض المجتمعات الهندية، وأما الرئيس المكسيكي بينيتو خواريز أصبح رئيس غير شرعي للمكسيك وقام طبقة النبلاء المكسيكيين بتنصيب ماكسيميليان إمبراطور المكسيك إمبراطور على المكسيك الذي كان من عائلة هابسبورغ وذلك كان رغبة من فرنسا في مصالحها لإعادة العلاقات مع النمسا والتي سائت أثناء حرب الاستقلال الإيطالية الثانية، في أثناء ذلك لم يسكت الجمهوريين لسقوطهم فاستمروا بمحاربة الفرنسيين في الجبال المكسيكية وفي سنة 1866 تمكنوا من تحقيق عدة انتصارات وذلك بدعم من حكومة الولايات المتحدة وفي سنة 1867 تمكنوا من طرد الفرنسيين من العاصمة مكسيكو وثم حرروا المكسيك من الغزو الفرنسي.

## الغزو الفرنسي
وصلت أساطيل التحالف الثلاثي إلى فيراكروز في الفترة بين الثامن والسابع عشر من ديسمبر 1861، بهدف الضغط على الحكومة المكسيكية لتسوية ديونها. استولى الأسطول الإسباني على سان خوان دي أولوا وبعد ذلك العاصمة فيراكروز في 17 ديسمبر. تقدمت القوات الأوروبية إلى أوريزابا وقرطبة وتيهواكان، كما نصت اتفاقية سوليداد. استسلمت مدينة كامبيتشي للأسطول الفرنسي في 27 فبراير 1862، ووصل جيش فرنسي بقيادة شارل دي لورنسيه في 5 مارس. التقى وزير الخارجية المكسيكي، مانويل دوبلادو، بالجنرال الإسباني خوان بريم (الذي كان القائد المُسمى للتحالف الثلاثي) وشرح له المصاعب الاقتصادية للبلاد وأقنعه بأن تعليق الديون سيكون مؤقتًا فقط. بالنسبة لحكومتي إسبانيا وبريطانيا العظمى، كان هذا التفسير كافيًا، وإلى جانب إدراكهما للطموح الفرنسي لغزو المكسيك، اتخذت الحكومتان قرارًا بسحب قواتهما سلميًا في 9 أبريل، وغادرت آخر القوات البريطانية والإسبانية في 24 أبريل دون إطلاق رصاصة من أي من الجيشين. في مايو، حاصر بايونايز رجل الحرب الفرنسي مازاتلان لبضعة أيام.
تمكنت القوات المكسيكية بقيادة الجنرال إجناسيو زراغوزا من تحقيق نصر غير متوقع ضد الجيش الفرنسي في مَعْرَكة بِويَبلا في 5 مايو 1862 (يُحتفل بها بعطلة سينكو دي مايو) ما أوقف التقدم الفرنسي لبعض الوقت. احتوى الفرنسيون الجيش المكسيكي المطارد لهم في أوريزابا، فيراكروز، في 14 يونيو. وصلت المزيد من القوات الفرنسية في 21 سبتمبر، ووصل الجنرال بازين مع تعزيزات فرنسية في 16 أكتوبر. احتل الفرنسيون ميناء تامبيكو في 23 أكتوبر، وسيطروا على خالابا، فيراكروز في 12 ديسمبر دون معارضة من القوات المكسيكية.

## استيلاء الفرنسيين على مكسيكو
قصف الفرنسيون فيراكروز في 15 يناير 1863. بعد شهرين، في 16 مارس، بدأ الجنرال فوري والجيش الفرنسي حصار بويبلا.
في 30 أبريل، اكتسب الفيلق الأجنبي الفرنسي شهرته في معركة كامارون (أو كاميرون بالفرنسية)، عندما تعرضت وحدة دورية مشاة مؤلفة من 62 جنديًا وثلاثة ضباط، بقيادة النقيب جان دانجو، للهجوم والحصار من قبل وحدات مشاة وسلاح فرسان مكسيكية يبلغ عددها ثلاث كتائب قوامها 3000 رجل. وأجبروا على الدفاع في مزرعة قريبة. أصيب دانجو بجروح قاتلة في المزرعة، وشن رجاله هجومًا شبه انتحاري بالحِراب، وقاتلوا حتى آخر رجل تقريبًا؛ نجا ثلاثة جنود فرنسيين فقط. حتى يومنا هذا، تظل ذكرى 30 أبريل أهم يوم للاحتفال بالجنود.
هزم الجيش الفرنسي بقيادة الجنرال فرانسوا أشيل بازين الجيش المكسيكي بقيادة الجنرال كومونفورت في حملته لتخفيف حصار بويبلا، في سان لورينزو، جنوب بويبلا. استسلمت بويبلا للفرنسيين بعد ذلك بوقت قصير، في 17 مايو. في 31 مايو، فر الرئيس خواريز من المدينة مع حكومته، وتراجع شمالًا إلى باسو ديل نورتي وبعد ذلك إلى تشيهواهوا. بعد أن أخذت خزينة الدولة معها، بقيت الحكومة في المنفى في تشيهواهوا حتى عام 1867.
دخلت القوات الفرنسية بقيادة بازين مكسيكو في 7 يونيو 1863. دخل الجيش الرئيسي المدينة بعد ثلاثة أيام بقيادة الجنرال فوري. عُين الجنرال ألمونتي رئيسًا مؤقتًا للمكسيك في 16 يونيو، من قبل المجلس العسكري الأعلى (الذي عيَّنه فوري). اجتمع المجلس العسكري الأعلى بأعضائه البالغ عددهم 35 في 21 يونيو وأعلنوا الإمبراطورية الكاثوليكية في 10 يوليو. قُدِّم التاج إلى ماكسيميليان، بعد ضغوط نابليون. قبل ماكسيميليان التاج في 3 أكتوبر، على يد اللجنة المكسيكية، التي أرسلها المجلس العسكري الأعلى.

## وصول ماكسيميليان
في 28 و31 مارس 1864، حاول رجال كورديليير رجل الحرب الفرنسي الاستيلاء على مازاتلان، لكنهم صُدوا في البداية من قبل المكسيكيين بقيادة الكولونيل غاسبار سانشيز أوتشوا.
احتل الفرنسيون بقيادة بازين غوادالاخارا في 6 يناير 1864، واحتلت القوات بقيادة دواي، زاكاتيكاس في 6 فبراير. استمرت الانتصارات الفرنسية الحاسمة الأخرى مع سقوط أكابولكو في 3 يونيو، واحتلال دورانجو في 3 يوليو، وهزيمة الجمهوريين في ولايتي سينالوا وخاليسكو في نوفمبر.
قبل ماكسيميليان التاج رسميًا في 10 أبريل، حيث وقع معاهدة ميرامار، ونزل في فيراكروز في 28 مايو (أو ربما 29 مايو) 1864 من على الفرقاطة نوفارا. نُصب باسم ماكسيميليان، إمبراطور المكسيك، مع زوجته شارلوت البلجيكية، والمعروفة باسمها الإسباني كارلوتا. في الواقع، كان ماكسيميليان ملكًا بالاسم فقط تابعًا للإمبراطورية الفرنسية الثانية.
أعرب ماكسيميليان عن أفكار سياسية أوروبية تقدمية، مفضلًا إنشاء ملكية محدودة تتقاسم السلطات مع كونغرس مُنتخب ديمقراطيًا. لقد ألهم إصدار قوانين لإلغاء عمالة الأطفال، والحد من ساعات العمل، وإلغاء نظام استئجار الأراضي الذي كان بمثابة القنانة بين الهنود. كان هذا ليبراليًا للغاية لإرضاء المحافظين في المكسيك، ورفض الليبراليون في البلاد قبول ملك، تاركين ماكسيميليان مع عدد قليل من الحلفاء المتحمسين داخل المكسيك.
يوم الأحد، 13 نوفمبر 1864، قصف ثلاثة رجال حرب فرنسيين (فيكتوار وداساس وديامانتي) مازاتلان 13 مرة، ودخلت القوات الإمبراطورية المكسيكية بقيادة مانويل لوزادا المدينة واستولت عليها.

## الانتصارات الجمهورية المبكرة
واصل الفرنسيون انتصاراتهم في عام 1865، إذ استولى بازين على أواكساكا في 9 فبراير (هُزم المدافعون عن المدينة تحت قيادة الجنرال بورفيريو دياز). هبط الأسطول الفرنسي بالجنود الذين استولوا على غوياماس في 29 مارس.
لكن في 11 أبريل، هزم الجمهوريون القوات الإمبراطورية في تاكامبارو في ميتشواكان. في أبريل ومايو، كان للجمهوريين العديد من القوات في ولايتي سينالوا وتشيهواهوا. احتل الجمهوريون أيضًا معظم البلدات الواقعة على طول نهر ريو غراندي. في جميع أنحاء البلاد، تعرض الفرنسيون لمضايقات حرب العصابات، وهو نوع القتال الذي كانت القوات المكسيكية مخضرمة فيه بالفعل.
صدر المرسوم المعروف باسم «المرسوم الأسود» من قبل ماكسيميليان في 3 أكتوبر، والذي هدد أي مكسيكي يقع في الأسر في الحرب بالإعدام الفوري. أدى المرسوم إلى حوالي 11,000 حالة إعدام. كان هذا فيما بعد الأساس الذي استندت عليه الحكومة اللاحقة لإعدامه. وأُعدم عدد من كبار المسؤولين الجمهوريين بموجب هذا الأمر في 21 أكتوبر.

## الديبلوماسية الأمريكية والانخراط
في وقت مبكر من عام 1859، فشلت الجهود الأمريكية والمكسيكية للتصديق على معاهدة ماكلين أوكامبو في مجلس الشيوخ الأمريكي المنقسم بشدة، حيث كانت التوترات متصاعدة بين الشمال والجنوب بشأن قضايا العبودية. كانت مثل هذه المعاهدة ستسمح للبناء الأمريكي في المكسيك والحماية من القوات الأوروبية مقابل دفع 4 ملايين دولار لحكومة بينيتو خواريز المثقلة بالديون. في 3 ديسمبر 1860، ألقى الرئيس جيمس بوكانان خطابًا أعرب فيه عن استيائه من عدم قدرته على حماية المكسيك من التدخل الأوروبي:
«كانت الحكومات الأوروبية ستُحرم من أي ذريعة للتدخل في الشؤون الإقليمية والمحلية للمكسيك. وبالتالي، كان يجب إعفاءنا من واجب المقاومة، حتى بالقوة، إذا أصبح ذلك ضروريًا، إن أي محاولة من هذه الحكومات لحرمان الجمهورية المجاورة لنا من أجزاء من أراضيها، هو واجب لا يمكننا إيقافه دون التخلي عن السياسة التقليدية والثابتة للشعب الأمريكي».
لم تتغير سياسة الولايات المتحدة أثناء الاحتلال الفرنسي إذ كان عليها استخدام مواردها في الحرب الأهلية الأمريكية، التي استمرت من 1861 إلى 1865. أعرب الرئيس أبراهام لنكولن عن تعاطفه مع جمهوريات أمريكا اللاتينية ضد أي محاولة أوروبية لتأسيس ملكية هناك. بعد فترة وجيزة من إنشاء الحكومة الإمبراطورية في أبريل 1864، أعرب وزير خارجية الولايات المتحدة وليام إتش سيوارد، مع الحفاظ على حياد الولايات المتحدة، عن انزعاج الولايات المتحدة من فرض نظام ملكي في المكسيك: «ولا يمكن للولايات المتحدة أن تنكر أن سلامتهم والمصير الذي يتطلعون إليه يعتمدان بشكل وثيق على استمرار المؤسسات الجمهورية الحرة في جميع أنحاء أمريكا».